# Брију
Брију (фр. Briou) насеље је и општина у централној Француској у региону Центар (регион), у департману Лоар и Шер која припада префектури Блоа.
По подацима из 2011. године у општини је живело 125 становника, а густина насељености је износила 12,29 становника/km². Општина се простире на површини од 10,17 km². Налази се на средњој надморској висини од 128 метара (максималној 148 m, а минималној 116 m).

## Демографија
| 1962. | 1968. | 1975. | 1982. | 1990. | 1999. | 2011. |
| ----- | ----- | ----- | ----- | ----- | ----- | ----- |
| 99    | 110   | 101   | 104   | 111   | 101   | 125   |

График промене броја становника у току последњих година